# Jenny Burnay
Eugénie Brunet dite Jenny Burnay, née le 2 mars 1901 dans le 5e arrondissement de Paris et morte le 3 décembre 1988 dans le 7e arrondissement, est une actrice française.

## Filmographie
- 1931 : Pas un mot à ma femme ! (court métrage) d'André E. Chotin : Suzanne Chamont
- 1933 : Georges et Georgette de Reinhold Schünzel et Roger Le Bon : Elinore
- 1934 : Pension Mimosas de Jacques Feyder : la bonne de la pension Mimosas
- 1935 : Dora Nelson de René Guissart : Elsa
- 1936 : Les Pattes de mouches de Jean Grémillon : tante Colomba
- 1937 : Drôle de drame de Marcel Carné : Madame Pencil, la cuisinière
- 1938 : La Belle Revanche de Paul Mesnier
- 1938 : Le Paradis de Satan de Félix Gandéra et Jean Delannoy : May Malestroy
- 1938 : Le Quai des brumes de Marcel Carné : l'amie de Julien
- 1938 : Le Récif de corail de Maurice Gleize : Anna
- 1939 : Yamilé sous les cèdres de Charles d'Espinay
- 1943 : Adieu Léonard de Pierre Prévert : Madame Bonenfant
- 1943 : Le Voyageur sans bagages de Jean Anouilh : Juliette

## Théâtre
- 1934 : Le Coup de Trafalgar de Roger Vitrac, création dans une mise en scène de Marcel Herrand au Théâtre de l'Atelier, dans le rôle de Désirade
- 1936 : Le Camelot de Roger Vitrac, mise en scène Charles Dullin, Théâtre de l'Atelier
- 1940 : Le Loup-Garou de Roger Vitrac, mise en scène Raymond Rouleau,  Théâtre des Noctambules